# Жексембин, Борибай Бикожаевич
Борибай Бикожаевич Жексембин (каз. Бөрібай Биқожаұлы Жексембин; род. 26 мая 1952) — аким Жамбылской области Республики Казахстан.

## Биография
Родился 26 мая 1952 года в колхозе имени Чкалова Чуйского района Джамбульской области, казах. Женат, воспитывает четырёх детей. Происходит из рода Шымыр племени дулат.
Трудовую деятельность начал в 1968 году рабочим Шуского ремонтно-механического завода Джамбульской области.
В 1974 году закончил Алматинский зооветеринарный институт, учёный-зоотехник. После окончания института до 1979 года работал главным зоотехником совхоза «Карабулакский» Агадырского района Джезказганской области, затем до 1982 года главным зоотехником Приозерного райсельхозуправления Джезказганской области.
В 1982—1987 годах — директор совхоза имени XXII партсъезда КПСС Приозерного района Джезказганской области.
С 1987 по 1989 год — первый заместитель председателя исполкома Приозерного райсовета народных депутатов — председатель Совета районного агропромышленного объединения Джезказганской области.
С 1989 по 1992 год — председатель Джезказганского областного агропромышленного союза, председатель областного агропромышленного комитета.
В 1992—1995 годах — первый заместитель главы Жезказганской областной администрации.
В 1995—1996 годах — первый заместитель главы Жезказганской областной администрации — начальник областного департамента сельского хозяйства и хлебных ресурсов, заместитель, первый заместитель Акима Жезказганской области — начальник областного департамента сельского хозяйства и хлебных ресурсов.
Затем до 1999 года работал государственным инспектором организационно-контрольного отдела Администрации президента Республики Казахстан. С марта 1999 по май 2004 года — заместитель Акима Жамбылской области.
В 1999 году окончил Евразийский институт рынка, экономист. Кандидат экономических наук.
Указом президента Республики Казахстан от 14 мая 2004 года № 1366 назначен акимом Жамбылской области. Освобождён от занимаемой должности 30 ноября 2009 года.
С января 2010 по декабрь 2015 года — посол Казахстана в Узбекистане.

## Государственные награды и звания
- Орден Парасат (2014)[2]
- Орден «Курмет»
- Памятная медаль «Астана»
- Медаль «10 лет независимости Республики Казахстан»
- Медаль «10 лет Конституции Республики Казахстан»
- Звание «Почётный работник образования Республики Казахстан»
- Звание «Почётный профессор» Международного Казахско-Турецкого университета имени Х. А. Яссауи